# Lista över Playmates of the Year

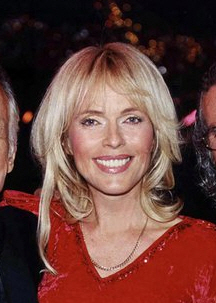
Lillian Müller – Playmate of the Year 1976

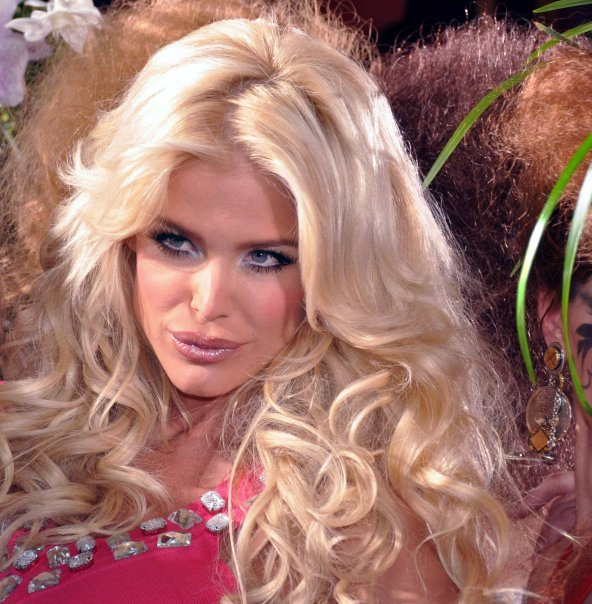
Victoria Silvstedt – Playmate of the Year 1997

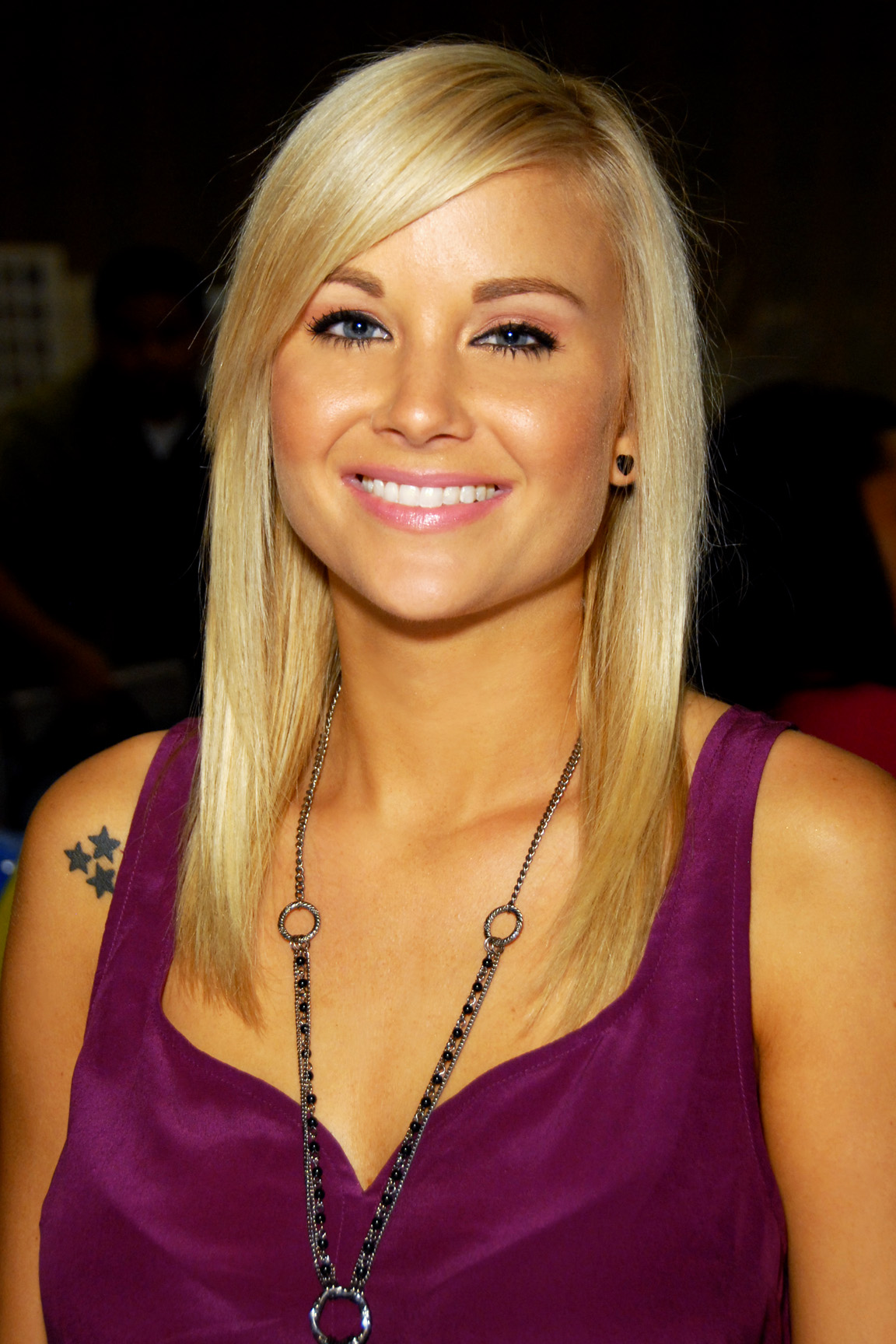
Kara Monaco – Playmate of the Year 2006

Lista över Playmates of the Year

- 1953:
- 1954:
- 1955:
- 1956:
- 1957: Lisa Winters
- 1958:
- 1959: Joyce Nizzari
- 1960: Ellen Stratton
- 1961: Linda Gamble
- 1962: Christa Speck
- 1963: June Cochran
- 1964: Donna Michelle
- 1965: Jo Collins
- 1966: Allison Parks
- 1967: Lisa Baker
- 1968: Angela Dorian
- 1969: Connie Kreski
- 1970: Claudia Jennings
- 1971: Sharon Clark
- 1972: Liv Lindeland
- 1973: Marilyn Cole
- 1974: Cyndi Wood
- 1975: Marilyn Lange
- 1976: Lillian Müller
- 1977: Patti McGuire
- 1978: Debra Jo Fondren
- 1979: Monique St. Pierre
- 1980: Dorothy Stratten
- 1981: Terri Welles
- 1982: Shannon Tweed
- 1983: Marianne Gravatte
- 1984: Barbara Edwards
- 1985: Karen Velez
- 1986: Kathy Shower
- 1987: Donna Edmondson
- 1988: India Allen
- 1989: Kimberley Conrad
- 1990: Renee Tenison
- 1991: Lisa Matthews
- 1992: Corinna Harney
- 1993: Anna Nicole Smith
- 1994: Jenny McCarthy
- 1995: Julie Lynn Cialini
- 1996: Stacy Sanches
- 1997: Victoria Silvstedt
- 1998: Karen McDougal
- 1999: Heather Kozar
- 2000: Jodi Ann Paterson
- 2001: Brande Roderick
- 2002: Dalene Kurtis
- 2003: Christina Santiago
- 2004: Carmella DeCesare
- 2005: Tiffany Fallon
- 2006: Kara Monaco
- 2007: Sara Jean Underwood
- 2008: Jayde Nicole
- 2009: Ida Ljungqvist
- 2010: Hope Dworaczyk
- 2011: Claire Sinclair
- 2012: Jaclyn Swedberg
- 2013: Raquel Pomplun
- 2014: Kennedy Summers
- 2015: Dani Mathers
- 2016: Eugena Washington
- 2017: Brook Power
- 2018: Nina Daniele
- 2019: Jordan Emanuel